# Willem I van Ponthieu
Willem I Talvas van Ponthieu (1095-30 juni 1171) was een zoon van Robert II van Bellême en van Agnes van Ponthieu.
Rond 1110 werd hij door zijn vader al aangesteld als graaf van Ponthieu maar stelde zelf al in 1126 zijn eigen zoon Gwijde aan als opvolgende graaf van Ponthieu. In opvolging van zijn vader werd hij in 1119 graaf van Alençon.
Willem was gehuwd met Helena van Bourgondië , dochter van Odo I van Bourgondië en weduwe van Bertrand van Toulouse, graaf van Tripoli, en werd de vader van:
- Gwijde II (-1147)
- Willem
- Robert
- Robert, monnik
- Engelram
- Engelram
- Mabille
- Jan (-1191)
- Clemencia, gehuwd met Juhel van Mayeux (-1161)
- Filippa
- Ela (-1174), gehuwd met Willem van Warenne, heer van Surrey, en met Patrick van Salisbury (-1168)

## Voorouders
| Voorouders van Willem I van Ponthieu (1095-1171) | Voorouders van Willem I van Ponthieu (1095-1171)                   | Voorouders van Willem I van Ponthieu (1095-1171)                   | Voorouders van Willem I van Ponthieu (1095-1171)                   | Voorouders van Willem I van Ponthieu (1095-1171)                   | Voorouders van Willem I van Ponthieu (1095-1171)               | Voorouders van Willem I van Ponthieu (1095-1171)               | Voorouders van Willem I van Ponthieu (1095-1171)               | Voorouders van Willem I van Ponthieu (1095-1171)               |
| ------------------------------------------------ | ------------------------------------------------------------------ | ------------------------------------------------------------------ | ------------------------------------------------------------------ | ------------------------------------------------------------------ | -------------------------------------------------------------- | -------------------------------------------------------------- | -------------------------------------------------------------- | -------------------------------------------------------------- |
| Overgrootouders                                  | Rogier I van Montgomery (975-1048) ∞ Josceline (-)                 | Rogier I van Montgomery (975-1048) ∞ Josceline (-)                 | Willem II Talvas van Bellême (995-1150) ∞ Hildeburgis (-)          | Willem II Talvas van Bellême (995-1150) ∞ Hildeburgis (-)          | Hugo II van Ponthieu (-1032) ∞ Bertha van Aumale (-)           | Hugo II van Ponthieu (-1032) ∞ Bertha van Aumale (-)           | ? (-) ∞ ? (-)                                                  | ? (-) ∞ ? (-)                                                  |
| Grootouders                                      | Rogier II van Montgomery (1010-1094) ∞ Mabilla van Bellême (-1079) | Rogier II van Montgomery (1010-1094) ∞ Mabilla van Bellême (-1079) | Rogier II van Montgomery (1010-1094) ∞ Mabilla van Bellême (-1079) | Rogier II van Montgomery (1010-1094) ∞ Mabilla van Bellême (-1079) | Gwijde I van Ponthieu (-1100) ∞ Adela (-)                      | Gwijde I van Ponthieu (-1100) ∞ Adela (-)                      | Gwijde I van Ponthieu (-1100) ∞ Adela (-)                      | Gwijde I van Ponthieu (-1100) ∞ Adela (-)                      |
| Ouders                                           | Robert II van Bellême (1052-1130) ∞ Agnes van Ponthieu (-1105)     | Robert II van Bellême (1052-1130) ∞ Agnes van Ponthieu (-1105)     | Robert II van Bellême (1052-1130) ∞ Agnes van Ponthieu (-1105)     | Robert II van Bellême (1052-1130) ∞ Agnes van Ponthieu (-1105)     | Robert II van Bellême (1052-1130) ∞ Agnes van Ponthieu (-1105) | Robert II van Bellême (1052-1130) ∞ Agnes van Ponthieu (-1105) | Robert II van Bellême (1052-1130) ∞ Agnes van Ponthieu (-1105) | Robert II van Bellême (1052-1130) ∞ Agnes van Ponthieu (-1105) |